# 猛き黄金の国 道三
『猛き黄金の国 道三』（たけきおうごんのくに どうさん）は、本宮ひろ志の漫画。集英社の『ビジネスジャンプ』に連載された。単行本はビジネスジャンプコミックスで全6巻

## 概要
油屋の入婿になった松浪庄五郎が美濃の国主、斎藤道三になるまでの波乱万丈の生涯を描いた作品である。タイトルは、三菱グループを創業した岩崎弥太郎を題材にした作品『猛き黄金の国』に続く第2作として描いたため。道三の「美濃国盗り」については、親子2代説が有力となっているが、本作は従来の定説であった1代説に基づき、戦国武将・斎藤道三を描く。

## ストーリー
京の妙覚寺の僧であった法蓮坊は、還俗して松浪庄五郎と名乗り、油屋「奈良屋」の娘を人攫いから救い、娘と結婚するまでにこぎつける。そしてその油屋で稼ぐようになるが、山崎八満宮の油座を脅かす存在へと成長したため焼き討ちに遭い、油屋を失うことになる。しかし、山崎八満宮に異議申し立てを行った結果、庄五郎は奈良屋の朱印状を返納する代わりに、山崎屋の朱印状を近江商人「粟津屋」の主人から、油屋「奈良屋」を前の主人から譲り受け、新しい屋号「山崎屋」として出発することになる。
庄五郎は油の行商を名目に日本各地を転々とし、各地の実情を調べ、美濃国をその野心の標的とする。妙覚寺の同門で美濃の常在寺の住職となった南陽坊（日運）を通じ、その兄である長井利隆の知遇を得て美濃守護土岐頼芸に仕えると、以降は「西村勘九郎」「長井新九郎利政」などの名をもらい、最後に斎藤道三と名乗る。頼芸は道三の企みで、公家の血を引く娘に色仕掛けをかけられ、果てには尾張に追いやられる。そして隣国・尾張の織田信秀の干渉もはねのけ、美濃国は道三の楽市・楽座政策により繁栄していく。
ようやく美濃国を手中に収めた道三であるが、それを足がかりに天下を狙うには既に老いていた。道三は、信秀の息子で自分の婿である織田信長の才を認め、自らの野心を託すことを決意する。道三は信長に対して、楽市楽座などの内政のノウハウや、岐阜城の図面を渡す。信長は、城の図面の件は不可解に思いながらも、内政のノウハウに感嘆し、道三を天才と評する。
また若き日の豊臣秀吉に出会い辛辣な評価を受けるが、その卓抜した見識に「この小僧が天下をとる見込みがないわけではない」とあえて見逃す。
道三の嫡男である斎藤義龍は、土岐頼芸から譲り受けた女に産ませた子であり、頼芸を彷彿とさせる画才があり、周囲から実は頼芸の胤ではないかと噂されていた。本人はそれを頑なに否定し、道三の息子であると信じようとするが、道三は義龍は頼芸の子であると、あえて本人に告げる。こうして義龍は道三に叛乱を起こし、美濃国の者のほとんどが義龍に従う。道三はあえて義龍に自らを討たせるつもりでいたが、家臣の名波十道が自ら進んで身代わりとなって討たれる。
道三の思惑通り、信長は美濃を手中に収め、そして天下取りに向かって邁進する。上洛に向かう信長の軍勢を前に、道中の民衆はみな平伏するが、ただひとり立ったままで見送る老人がいた。信長はその老人に気づくと、妻・お濃を呼び寄せ、自らその老人の前に平伏する。その老人は、山崎屋を守ってきた妻の元に帰っていた道三であった。

## 主な登場人物
- 斎藤道三
- 土岐頼芸
- 北条早雲
- 北条氏綱
- 毛利元就
- 今川義元
- 太原雪斎
- 織田信秀
- 織田信長
- 羽柴秀吉
- 蜂須賀小六